# Референдум в Латвии (1923)
Референдум о неотчуждении церквей и молитвенных домов (латыш. 1923. gada referendums par baznīcu un lūgšanas namu neatsavināšanu) — референдум, который был проведён в Латвии 1 и 2 сентября 1923 года.

## Причины

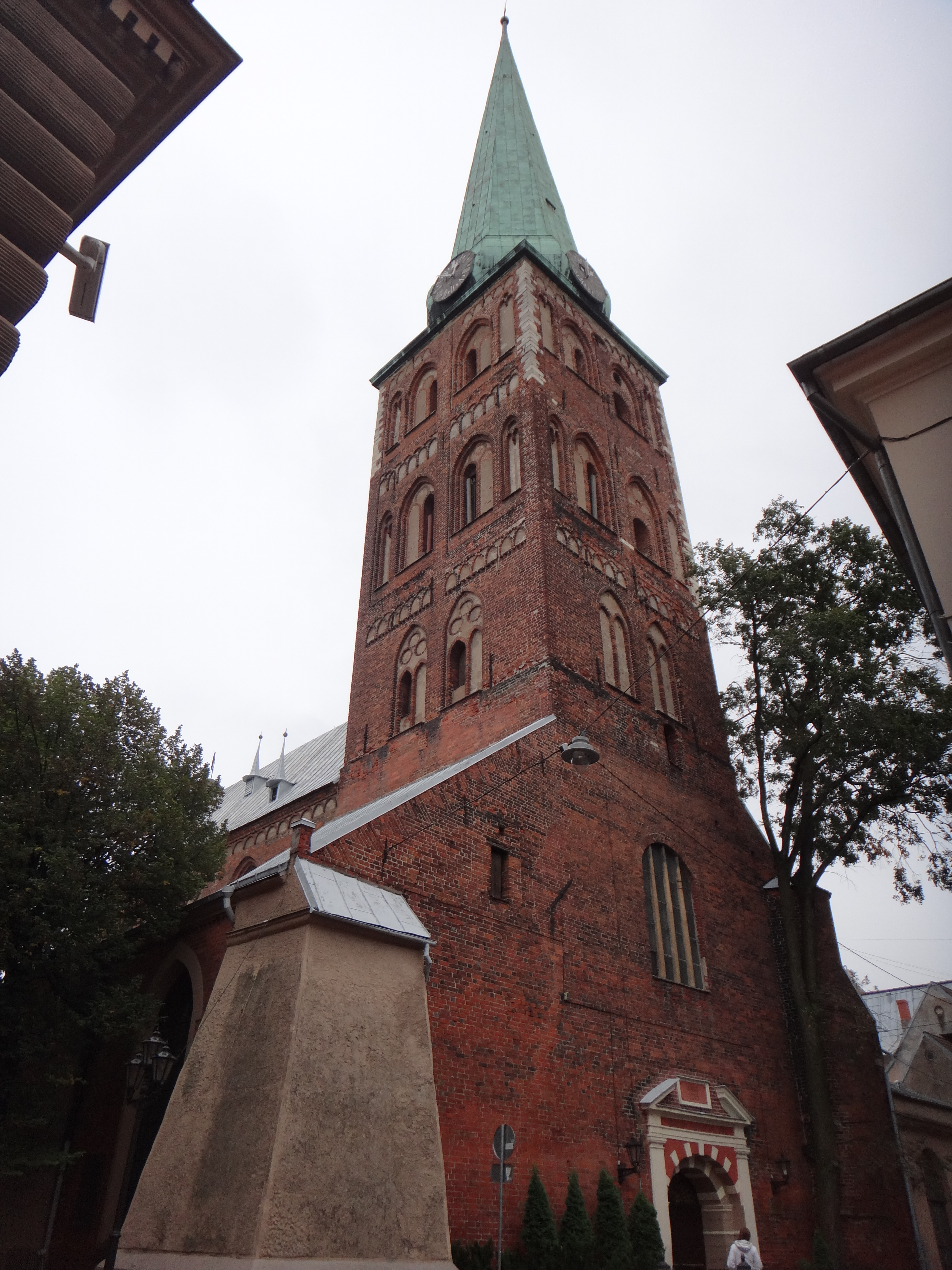
Собор Святого Иакова, переданный католической общине

Поводом для референдума стало решение Сейма передать Собор Святого Иакова католикам в соответствии с соглашением между Латвией и Ватиканом. С 1918 по 1923 год велись споры о том, как следует использовать помещение церкви и кому, в конце концов, она должна принадлежать в новых условиях. Власти Латвийской Республики затруднялись решить, какой из крупнейших средневековых храмов Риги следует передать латвийским католикам, нуждающимся в кафедральном соборе.
Избиратели предложили законопроект, согласно которому церкви и молитвенные дома, используемые одной конфессией, не могут быть отчуждены или переданы другой конфессии.

## Итог
Было подано 205 586 действительных голосов (21,3 % от 963 257 имеющих право голоса). Хотя большинство голосов было подано против отчуждения церквей или их передачи другой религиозной деноминации, на референдуме не хватило кворума, который должен был составить, по крайней мере, половину из имеющих право голоса.
В итоге было решено передать собор в ведение католического архиепископа. Новое освящение церкви состоялось 3 мая 1924 года, а на следующий день в ней была отслужена месса по католическому образцу. Таким образом, 4 мая 1924 года архиепископ католической церкви Латвии Антоний Спрингович официально вступил в должность. Именно после судьбоносных майских событий 1924 года, когда храм Св. Иакова уже в четвёртый раз поменял свою конфессиональную принадлежность, было решено перестроить его изнутри, приспособив для католической сакральной концепции. Были снесены боковые церковные хоры, зато были построены из дерева четыре исповедальни, появился центральный алтарь и три дополнительных боковых, выполненных в неоготическом стиле.